# SEPECAT Jaguar
Jaguar är ett lätt attack- och skolflygplan utvecklat i samarbete mellan franska Bréguet och brittiska British Aircraft Corporation (BAC). 

## Utveckling
År 1963 började franska och brittiska flygvapnen att gemensamt planera för ett skolflygplan med överljudsprestanda för att ersätta Fouga Magister, T-33 Shooting Star och Dassault Mystère i Frankrike samt Hawker Siddeley Gnat och Hawker Hunter i England. År 1965 undertecknades ett avtal om att gemensamt utveckla ett nytt skolflygplan och även ett gemensamt attackflygplan kallat AFVG (Anglo-French Variable Geometry). 1966 bildades consortsiet SEPECAT (Société Européenne de Production de l'Avion d'École de Combat et d'Appui Tactique) mellan Bréguet och BAC för att konstruera och bygga de två flygplanen.
Som grund för skolflygplanet valdes Bréguet 121 men med nya vingar från BAC och två nya och betydligt kraftfullare motorer. Motorerna var också ett fransk-brittiskt samarbete mellan Turboméca och Rolls-Royce. Samarbetet med AFVG gick däremot trögare och 1967 lades det projektet ner av kostnadsskäl. Medan Frankrike valde att fylla den luckan med Mirageplan valde Storbritannien att gå vidare med en attackversion av Jaguar. Även Tyskland visade intresse för en attackversion av Jaguar. Tyskland valde i stället Alpha Jet och Storbritanniens val av Hawker-Siddeley Hawk som skolflygplan gjorde att attackrollen blev än mer övervägande för Jaguar. 1970 beställde Royal Air Force 200 Jaguarer (165 i attackversion och 35 tvåsitsiga skolflygplan). Attackversionen skulle ersätta Phantom FGR.2 i attackrollen för att Phantom-planen skulle fortsätta användas som renodlade jaktflygplan.
När Dassault 1971 köpte upp Bréguet valde de att hellre satsa på sina egna konstruktioner Super-Étendard och Mirage F1. Detta ledde till att Frankrikes flotta 1973 valde Super-Étendard i stället för den hangarfartygsanpassade Jaguar M. Ungefär samtidigt började Franska flygvapnet få sina första leveranser av sina 200 Jaguarer (160 i attackversion och 40 tvåsitsiga skolflygplan).

## Historia
Jaguar-flygplanen var ett lättare och billigare komplement till Mirage-flygplanen och kom att sättas in i konflikter i Afrika, bland annat mot Front Polisario i Mauretanien och i Konflikten mellan Libyen och Tchad.
Under 1990-talet har både franska och brittiska Jaguarer satts in Kuwaitkriget där de brittiska flygplanen baserades i Oman och Bahrain och de franska i Saudiarabien. Deras huvudsakliga uppgift var att leverera laserstyrda bomber mot mål upptäckta och utpekade av andra flygplan som Buccaneer och Mirage F1CR.
1978 köpte Indien 40 stycken brittiska Jaguarer (i konkurrens med bland andra Saab 37 Viggen) och rättighet att bygga ytterligare 120 Jaguarer. Dessa flygplan användes för att understödja den Indiska fredsbevarande styrkan på Sri Lanka i slutet av 1980-talet och senare under Kargilkriget med Pakistan. Även de Indiska Jaguarerna antas vara kapabla att bära kärnvapen. 12 flygplan har utrustats med Thomson-CSF Agave-radar och möjlighet att bära Sea Eagle-robotar.
Franska och Brittiska Jaguarer kom också att användas under bombningarna av Serbien och Kosovokriget. Numera är Jaguar ersatt av Rafale i Franska flygvapnet. I Royal Air Force är den också pensionerad, dock utan att förmågan har övertagits av något annat flygplan.

## Varianter
- Jaguar A – Ensitsig attackversion för Franska flygvapnet. 160 byggda.
- Jaguar B – Tvåsitsigt skolflygplan för Brittiska flygvapnet med attackkapacitet. 38 byggda.
- Jaguar E – Tvåsitsigt skolflygplan Franska flygvapnet. 40 byggda.
- Jaguar S – Ensitsig attackversion för Brittiska flygvapnet. 165 byggda.
- Jaguar M – Ensitsig attackversion anpassad för hangarfartyg. 1 prototyp byggd.
- Jaguar ES – Ensitsig exportversion för Ecuadors flygvapen. 10 byggda.
- Jaguar EB – Tvåsitsigt exportversion för Ecuadors flygvapen. 2 byggda.
- Jaguar SO – Ensitsig exportversion för Omans flygvapen. 20 byggda.
- Jaguar BO – Tvåsitsigt exportversion för Omans flygvapen. 4 byggda.
- Jaguar IS – Ensitsig attackversion för Indiens flygvapen. 35 byggda av BAe och 89 byggda av HAL på licens.
- Jaguar IB – Tvåsitsigt skolflygplan för Indiens flygvapen. 5 byggda av BAe och 27 av HAL.
- Jaguar IM – Ensitsig attackversion för Indiens flygvapen utrustad med Thomson-CSF Agave-radar och möjlighet att bära Sea Eagle-robotar. 12 byggda av HAL.
- Jaguar SN – Ensitsig exportversion för Nigerias flygvapen. 13 byggda.
- Jaguar BN – Tvåsitsigt exportversion för Nigerias flygvapen. 5 byggda.

## Användare
- Storbritanniens flygvapen (1973 – 2007)
- Ecuadors flygvapen (1977 – nutid)
- Frankrikes flygvapen (1973 – 2005)
- Indiens flygvapen (1979 – nutid)
- Nigerias flygvapen (1984 – 1991)
- Omans flygvapen (1974 – nutid)

## Liknande flygplan
- AMX
- Soko J-22 Orao